# Venezia Nuova

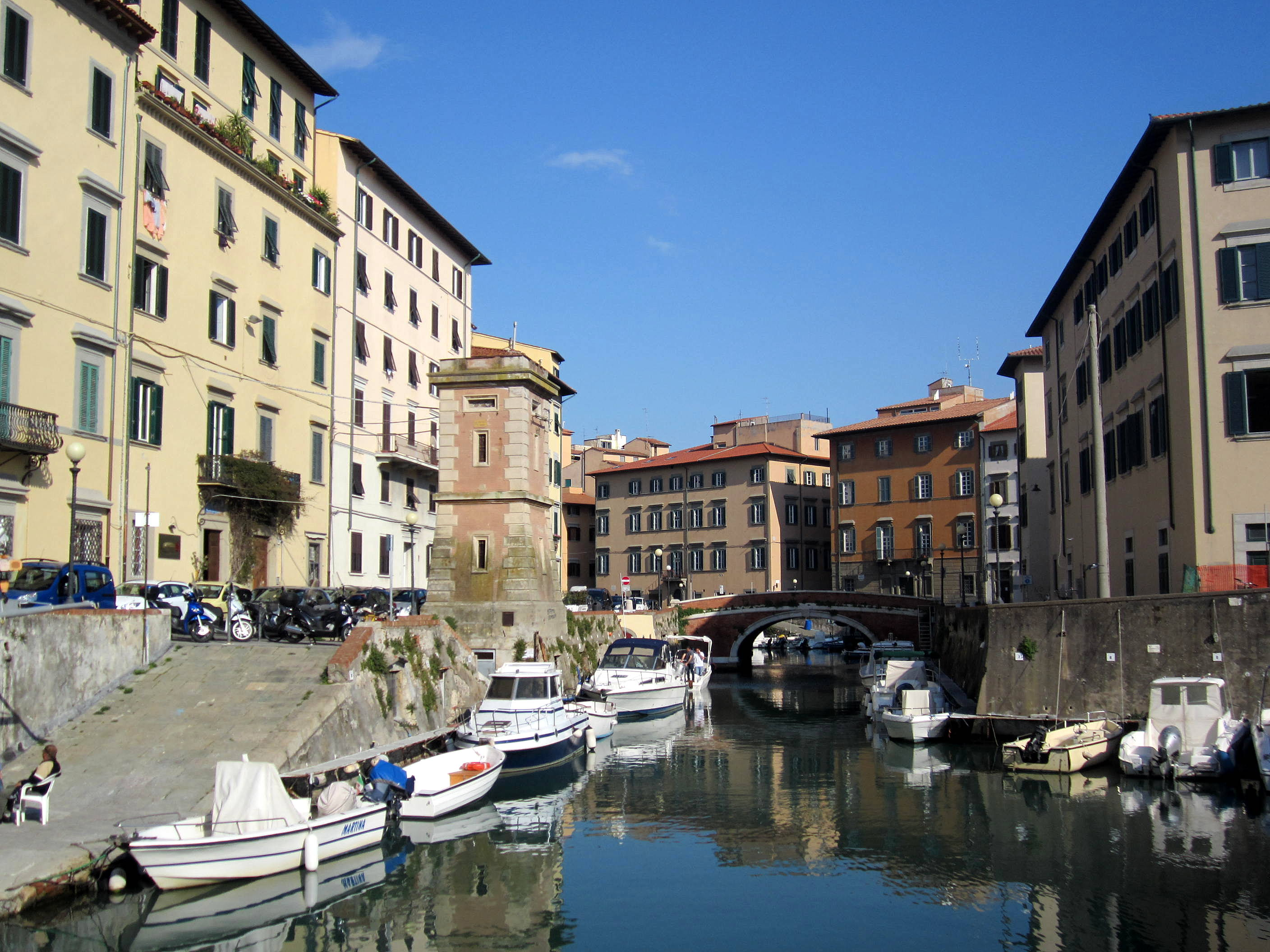
Vista hacia el Ponte di marmo.

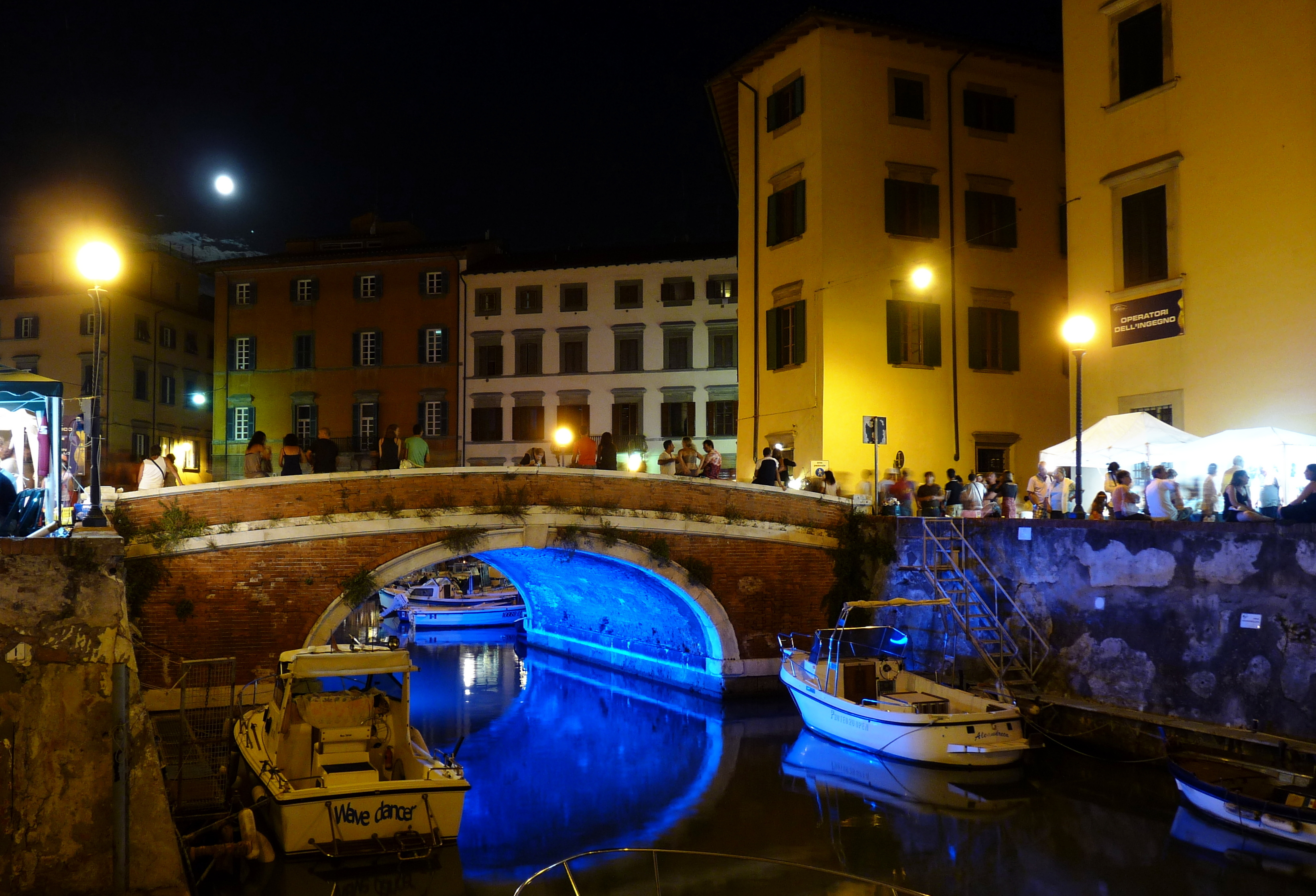
El barrio durante Effetto Venezia.

La Venezia Nuova es un barrio de Livorno, Italia, el único del centro de la ciudad que, tras las destrucciones de la Segunda Guerra Mundial, conservó gran parte de su patrimonio histórico y arquitectónico, incluidas numerosas iglesias y palacios. Por esta razón representa el verdadero centro histórico de la ciudad, pese a no coincidir con el núcleo originario de la Livorno medicea. Cada verano, habitualmente entre julio y agosto, el barrio se convierte en el centro de un evento popular denominado Effetto Venezia, durante la cual las calles están animadas por puestos, espectáculos y eventos culturales.

## Historia

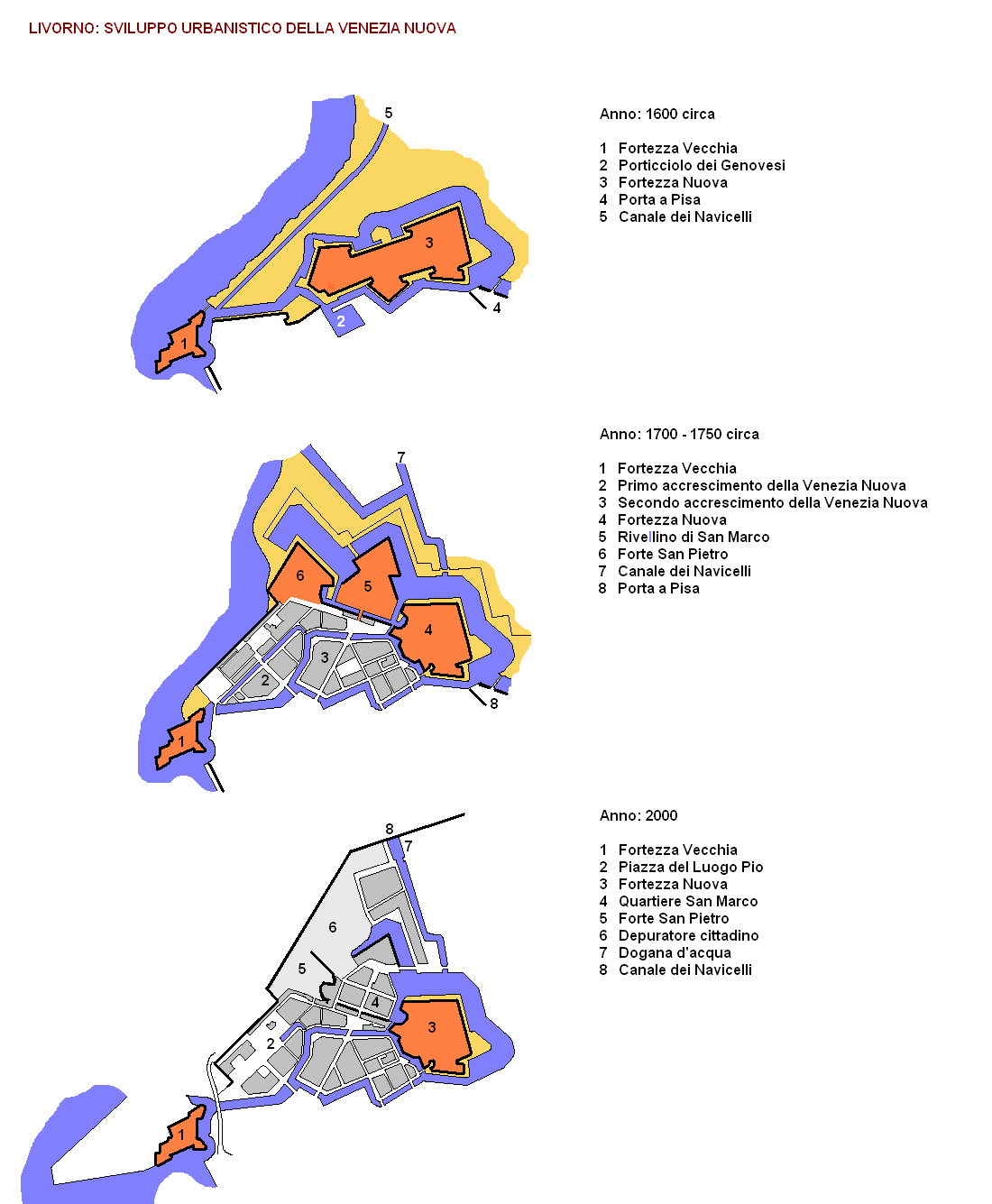
Evolución de la Venezia Nuova.

### Los siglosXVIIyXVIII

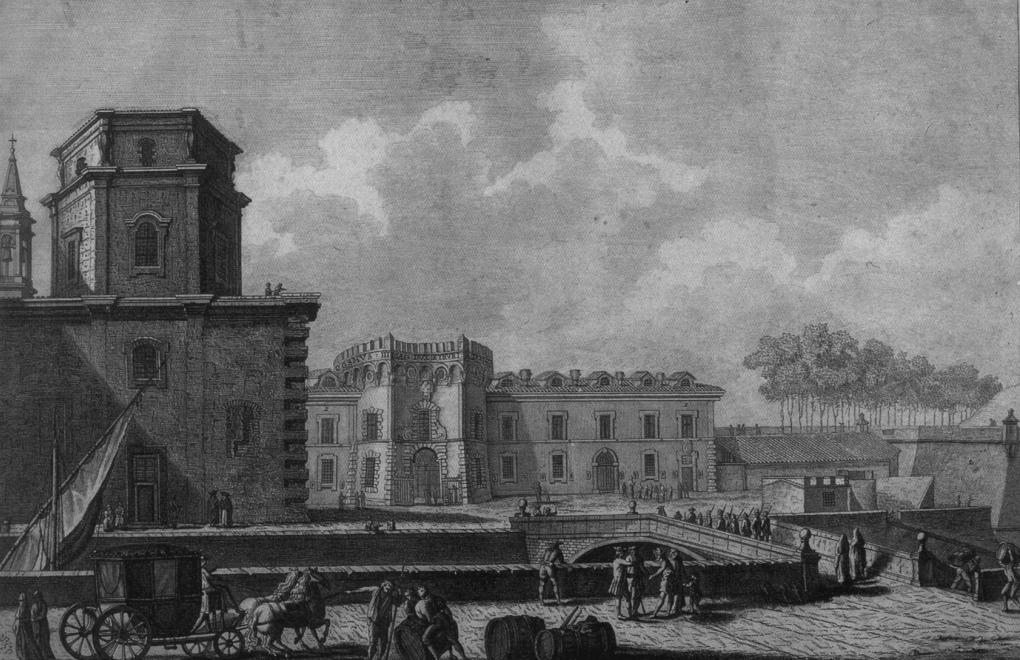
La iglesia de Santa Caterina y la primera Porta San Marco.

A finales del siglo XVI los Médici decretaron la ampliación del castillo de Livorno con el objetivo de convertir a la ciudad en el nuevo puerto principal de la Toscana. Los proyectos fueron confiados a Bernardo Buontalenti, que diseñó una ciudad de forma pentagonal rodeada por un foso.
Muy pronto el tamaño de la ciudad se mostró insuficiente para contener a la población, que había crecido debido a una serie de beneficios y privilegios impulsados por el gran duque Fernando I; por esto y por la necesidad de dotar a la ciudad de un barrio mercantil en directa comunicación con el puerto, a finales de los años veinte del siglo XVII se decidió construir un nuevo núcleo urbano al norte de la ciudad.
La zona, recorrida por el Canale dei Navicelli y por el foso exterior a las fortificaciones buontalentianas, fue objeto de un plano elaborado por el arquitecto sienés Giovanni Battista Santi, el cual ideó un núcleo con un alto valor comercial, con una serie de almacenes y viviendas ubicadas junto al puerto. La presencia de numerosos canales y la consiguiente necesidad de realizar cimientos sobre el agua, aplicando técnicas importadas directamente de la laguna de Venecia, hicieron que el barrio se identificara con el nombre de Venezia Nuova.
En torno al siglo XVIII se produjo otra expansión del núcleo urbano, protegido al norte por el Forte San Pietro (1682), momento en el que, tras la eliminación de parte de la Fortezza Nuova, se obtuvieron nuevas zonas edificables para el barrio. En esta época se construyeron importantes edificios como los Bottini dell'olio, un almacén de aceite que existe todavía en la actualidad, mientras que en la Via Borra, la calle principal del barrio, se construyeron imponentes palacios, como el llamado Palazzo delle Colonne di marmo, el Palazzo Huigens y el del Palazzo del Monte di Pietà. Al mismo tiempo, el barrio se afirmó como sede de importantes compañías de navegación y consulados. El siglo XVIII fue también el siglo de las grandes construcciones religiosas, que confirieron al barrio un aspecto tardobarroco: en 1707 empezaron las obras de la iglesia de San Ferdinando, a las cuales siguieron las de la iglesia y el convento de Santa Caterina.

### Desde elsigloXIXhasta nuestros días

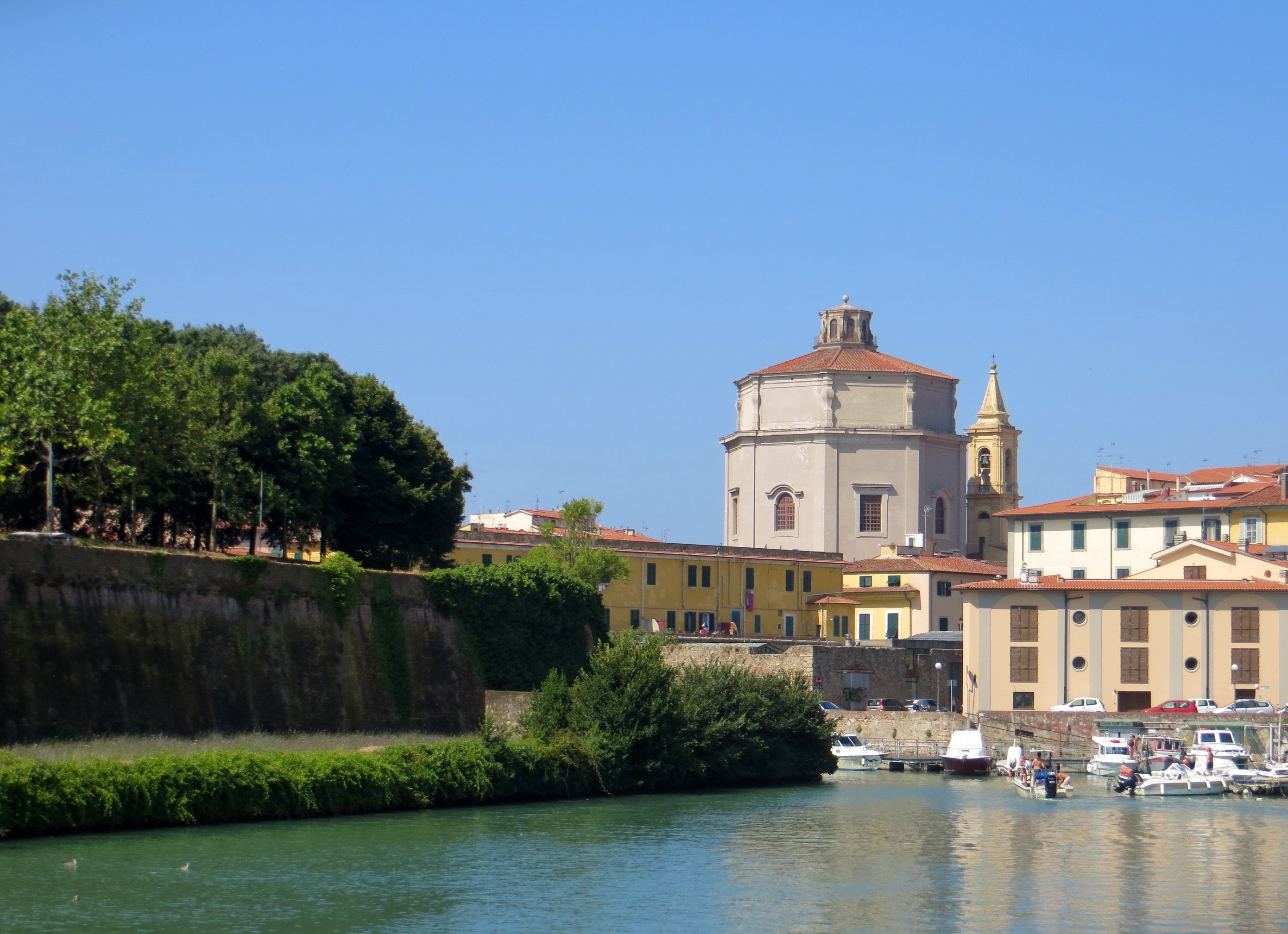
La iglesia de Santa Caterina y el barrio de San Marco.

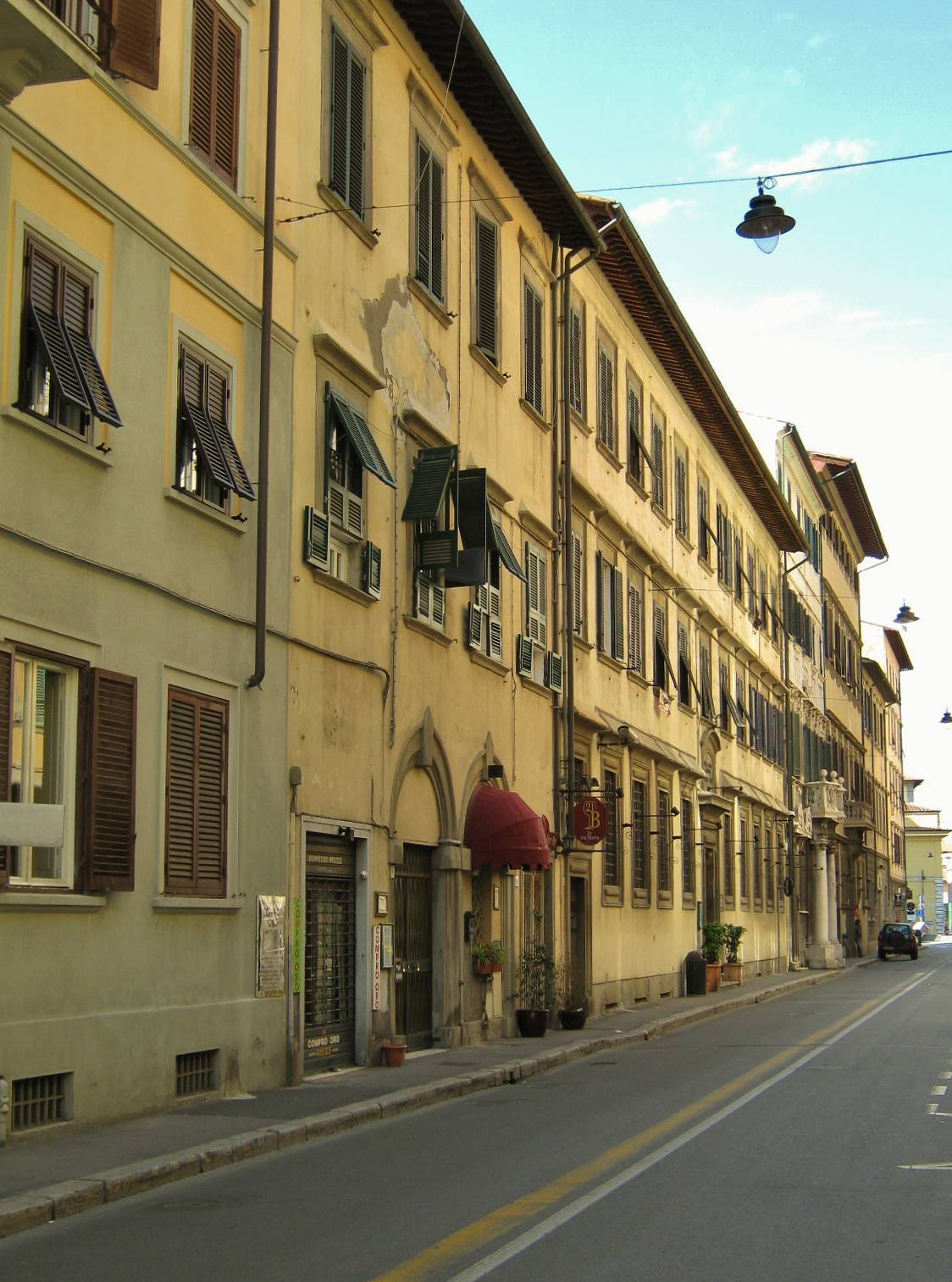
La Via Borra.

Durante la dominación francesa, a caballo entre los siglos XVIII y XIX, se iniciaron los proyectos para un nuevo núcleo urbano adyacente a la Venezia Nuova, con la cual además se iba a integrar perfectamente. El barrio, construido en la zona de un revellín, fue denominado San Marco y estaba embellecido por el gran Teatro Carlo Lodovico (o Teatro San Marco). Esto comportó la demolición de la primera Porta San Marco, que fue primero trasladada hacia el vértice de la antigua fortificación y finalmente, con la construcción de la cinta aduanera (años treinta del siglo XIX), junto a la histórica Estación Leopolda.
Sin embargo, hacia finales del mismo siglo, la Venezia Nuova fue golpeada por violentas epidemias de cólera. Las condiciones generales de hacinamiento e insalubridad del aire tuvieron como consecuencia la demolición de algunos inmuebles y el relleno de un tramo del Canale dei Navicelli, cuyo recorrido ya había sido modificado varias veces entre los siglos XVII y XIX para permitir la ampliación progresiva de las fortificaciones. En los primeros años del siglo XX se decretó además la demolición de una pequeña iglesia, ubicada al lado de la de San Ferdinando: proyectada por Giovanni Battista Santi y consagrada a la Natividad de María y a Santa Ana, ya había sido declarada peligrosa y estaba cerrada desde 1862. En 1939 fue demolido, por motivos estructurales, el Ponte di Santa Trinita, proyectado por Luigi Bettarini en el siglo XIX y caracterizado por tres arcos de medio punto, que se construyó en sustitución de un puente precedente, denominado inicialmente ponte della Doccia (1676).
Los bombardeos de la Segunda Guerra Mundial causaron daños importantes al barrio, con la destrucción de algunos palacios y del cercano Teatro San Marco. La reconstrucción no fue indulgente: enormes bloques de apartamentos de arquitectura anónima sustituyeron las ruinas de los antiguos edificios históricos, pero la Venezia Nuova, a diferencia del centro de la ciudad, consiguió mantener intacto gran parte de su encanto, tanto que para la película Noches blancas, de Luchino Visconti, los maestros artesanos reprodujeron en Cinecittà las características vistas del barrio en colosales escenografías.
Entre las pérdidas más importantes se deben recordar dos grandes edificios que se encontraban detrás del Palazzo Comunale y de los cuales hoy no se conserva ningún resto: el Palazzo Franceschi y el Palazzo dei Milanesi, ubicados respectivamente en las Scali del Pesce y en la Via della Madonna, cerca del monumento a san Juan Nepomuceno y del puente homónimo.
El Palazzo Franceschi, que perteneció posteriormente a los Bartolomei, estaba decorado por una entrada monumental constituida por cuatro columnas de pietra serena en el centro de las cuales se abría el portal principal de acceso. Aquí se alojaron las instalaciones del Tribunal de Primera Instancia y originalmente el edificio estaba flanqueado por dos alas laterales más bajas, que posteriormente fueron elevadas haciendo que el complejo asumiera un aspecto más imponente.
El Palazzo dei Milanesi databa de principios del siglo XVIII y fue construido por Domenico Serragli Milanesi, para pasar posteriormente, en 1703, a Filippo y Pier Antonio Franceschi. Su construcción duró algunas décadas y se caracterizaba por una fachada decorada por cornisas con salientes de piedra y dos columnas toscanas en correspondencia con la entrada central.

## Monumentos y lugares de interés

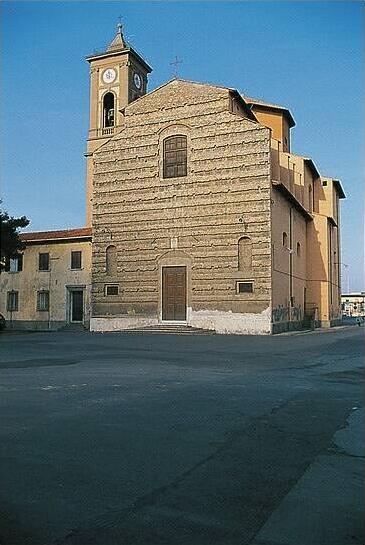
La iglesia de San Ferdinando.

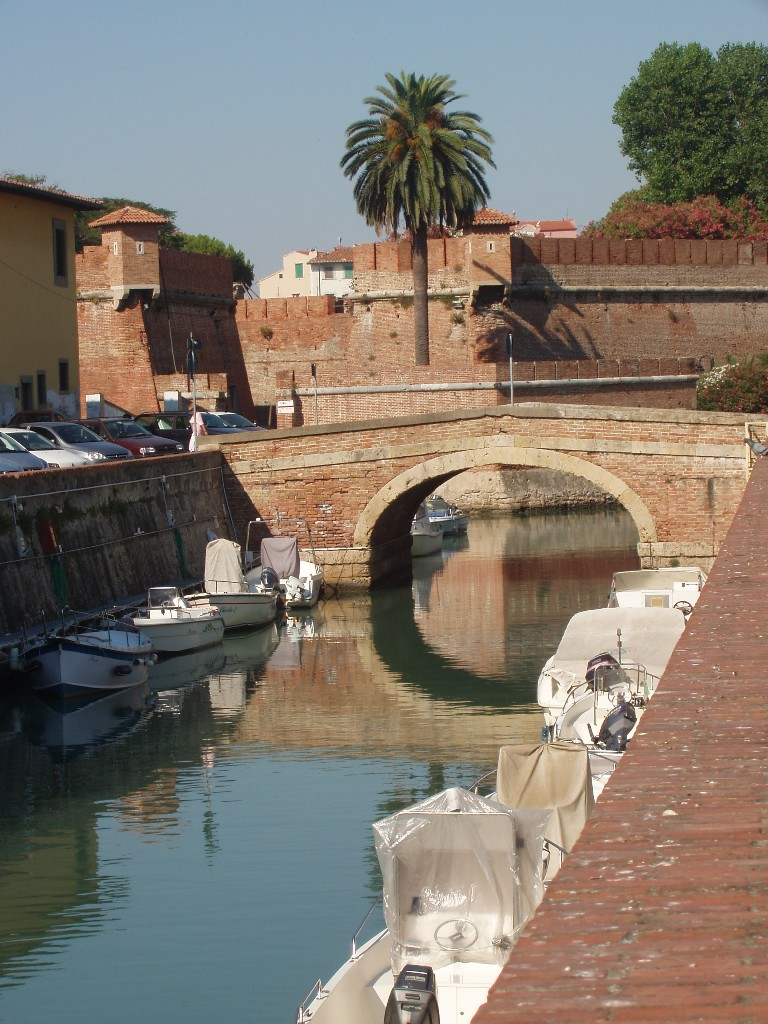
La Fortezza Nuova.

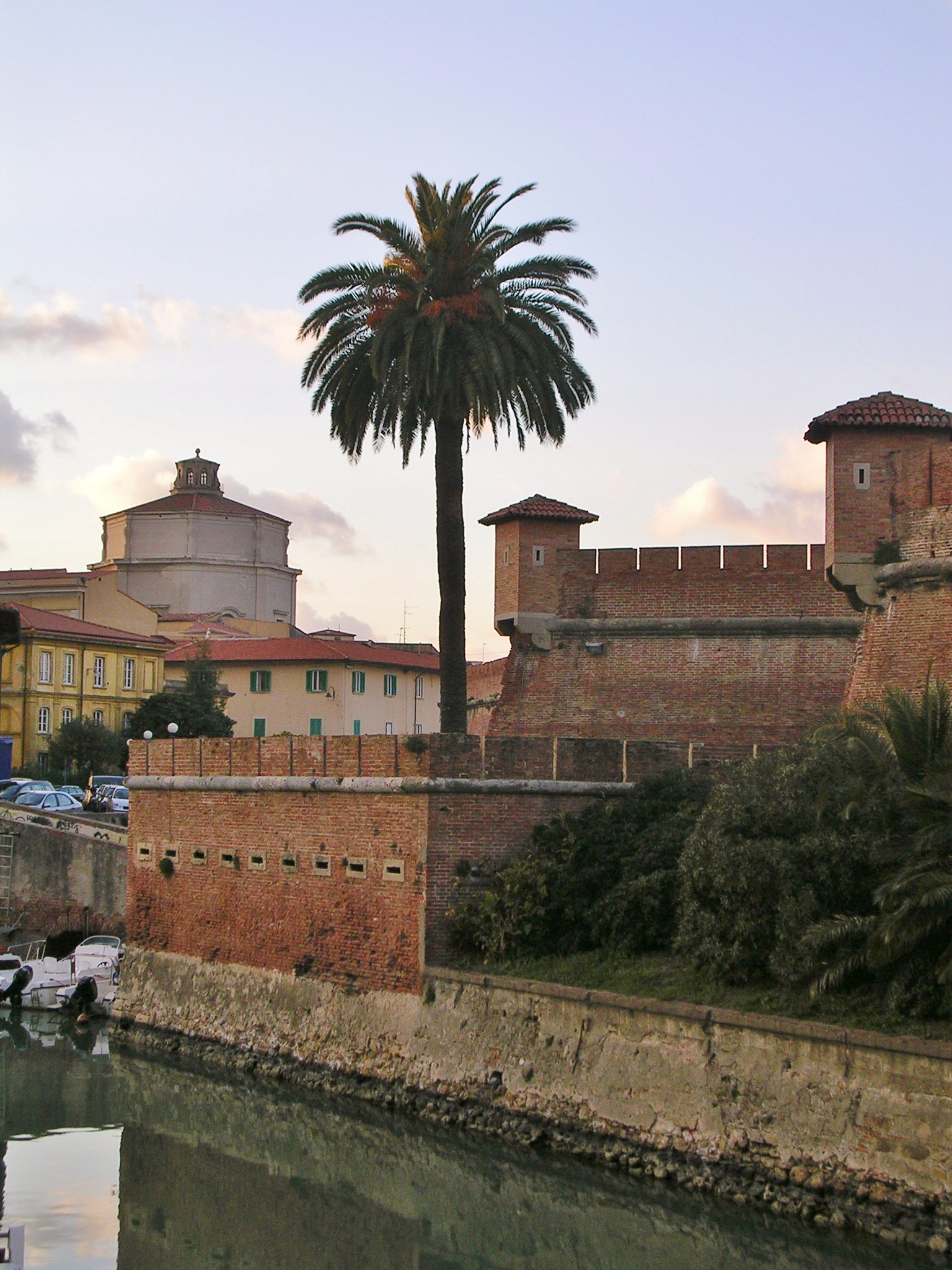
Vista del barrio desde la Fortezza Nuova.

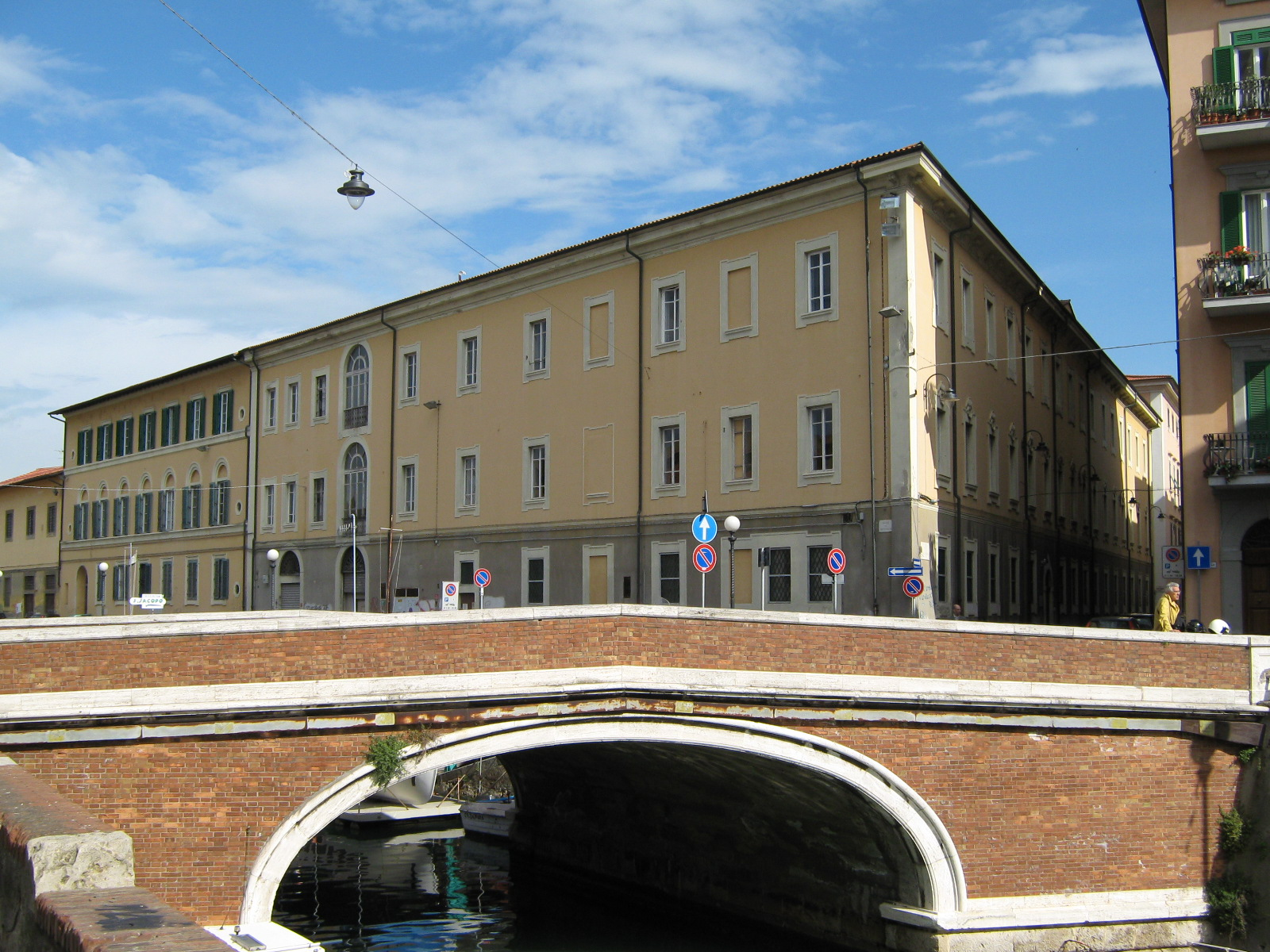
El Palazzo di Giustizia.

Bottini dell'olioEste antiguo almacén para la conservación del aceite fue construido entre finales del siglo XVII y principios del siglo XVIII. Actualmente es sede de un centro cultural, constituido por el Museo della Città y una sección de la Biblioteca Labronica.
Iglesia de Santa CaterinaIniciada en 1720 según el proyecto de Giovanni del Fantasia, abrió al culto en 1753. De planta octogonal, se caracteriza por una gran cúpula, que fue reducida al aspecto de torreón debido a problemas estructurales. En el interior se puede admirar un óleo de Vasari.
Iglesia de San FerdinandoIniciada en 1707 según el proyecto de Giovan Battista Foggini, fue concluida en 1716. De estilo barroco, con una fachada incompleta, presenta una planta a cruz latina. Es notable el grupo escultórico conservado en el altar obra de Giovanni Baratta, que representa la liberación de los esclavos. La iglesia estaba confiada a la orden de los trinitarios.
Iglesia del Luogo PioEsta pequeña iglesia, dedicada a la Asunción de María y a san José, antiguamente formaba parte de un gran complejo, destruido en la posguerra, para el albergue de las jóvenes huérfanas. La iglesia es de estilo barroco y fue completada en 1715. Actualmente está desconsagrada y abre en ocasión de exposiciones de pintura, pero también es sede desde 1989 de la comunidad de Livorno de la Iglesia Adventista del Séptimo Día.
Forte San PietroEs un baluarte realizado a finales del siglo XVII y situado al lado del revellín de San Marco. Tras haber albergado, en el siglo XIX, los mataderos públicos, posteriormente la estructura fue reconvertida para albergar la depuradora de la ciudad.
Fortezza NuovaFue construida según el proyecto de Bernardo Buontalenti y Don Juan de Médici a finales del siglo XVI, y posteriormente modificada para dejar espacio al crecimiento de la Venezia Nuova. Actualmente está dedicada a parque público además de sede de eventos.
Palazzo dei DomenicaniContiguo a la iglesia de Santa Caterina, albergó desde el siglo XVIII el convento de los dominicos. Posteriormente fue transformado en cárcel y actualmente se han realizado obras para convertirlo en la nueva sede del Archivio di Stato di Livorno.
Palazzo del Monte di PietàSe encuentra en la Via Borra y fue edificado entre 1701 y 1710 según el proyecto de Giuliano Ciaccheri. En 1899 fue restaurado por obra de Carlo Frullani añadiendo una nueva escalera.
Palazzo delle Colonne di MarmoEs uno de los palacios más elegantes del barrio, situado en Via Borra 29. Fue construido, según las antiguas guías de la ciudad, según el diseño de Giovan Battista Foggini por cuenta de la familia Gamberini. En los primeros años del siglo XX se anexionó al adyacente Monte de Piedad.
Palazzo del RefugioEdificado en el siglo XVIII cerca de la iglesia de Santa Caterina, albergó una casa de acogida para huérfanos, para ser posteriormente sede, desde 1825, de la Escuela de Arquitectura, Decoración y Agrimensura y, desde 1871, de un instituto profesional. Fue dañado durante la Segunda Guerra Mundial y dedicado a uso residencial.
Palazzo di GiustiziaOriginalmente albergaba una iglesia y un convento de los jesuitas y posteriormente, tras la institución de la diócesis de Livorno, fue residencia episcopal. En 1857 se convirtió en sede del Tribunal Civil y Penal, mientras que los obispos se trasladaron al seminario de la iglesia de Sant'Andrea.
Palazzo FinocchiettiConstruido a principios del siglo XVIII, presenta el típico diseño de los palacios mercantiles de Livorno, con una fachada sobria y almacenes en el sótano, que dan directamente hacia el foso.
Palazzo HuigensSituado en el corazón del barrio, es un palacio del siglo XVIII caracterizado por un pequeño patio interior delimitado por elegantes logias hacia las cuales dan los distintos apartamentos.
Palazzo RoscianoEl núcleo originario data de la segunda mitad del siglo XVII y tras el desmantelamiento de las fortificaciones vecinas fue elevado con cuatro plantas por encima del suelo. Actualmente es sede de la autoridad portuaria de Livorno.
Pescheria NuovaFue utilizada primero para la venta de pescado y posteriormente fue dedicada a almacenes; a continuación, hasta la segunda mitad del siglo XX, se convirtió en sede de los bomberos. Actualmente se encuentran aquí algunas oficinas municipales. El edificio data del siglo XVIII.
Ponte di San Giovanni NepomucenoData de la ampliación de la Venezia Nuova realizada entre finales del siglo XVII y principios del siglo XVIII. En la barandilla está el monumento de mármol a san Juan Nepomuceno, realizado en la primera mitad del siglo XVIII. De la misma manera que en el cercano Ponte di marmo (en la Via Borra), en las barandillas hay inscripciones y dibujos en memoria de personas difuntas.

## Effetto Venezia

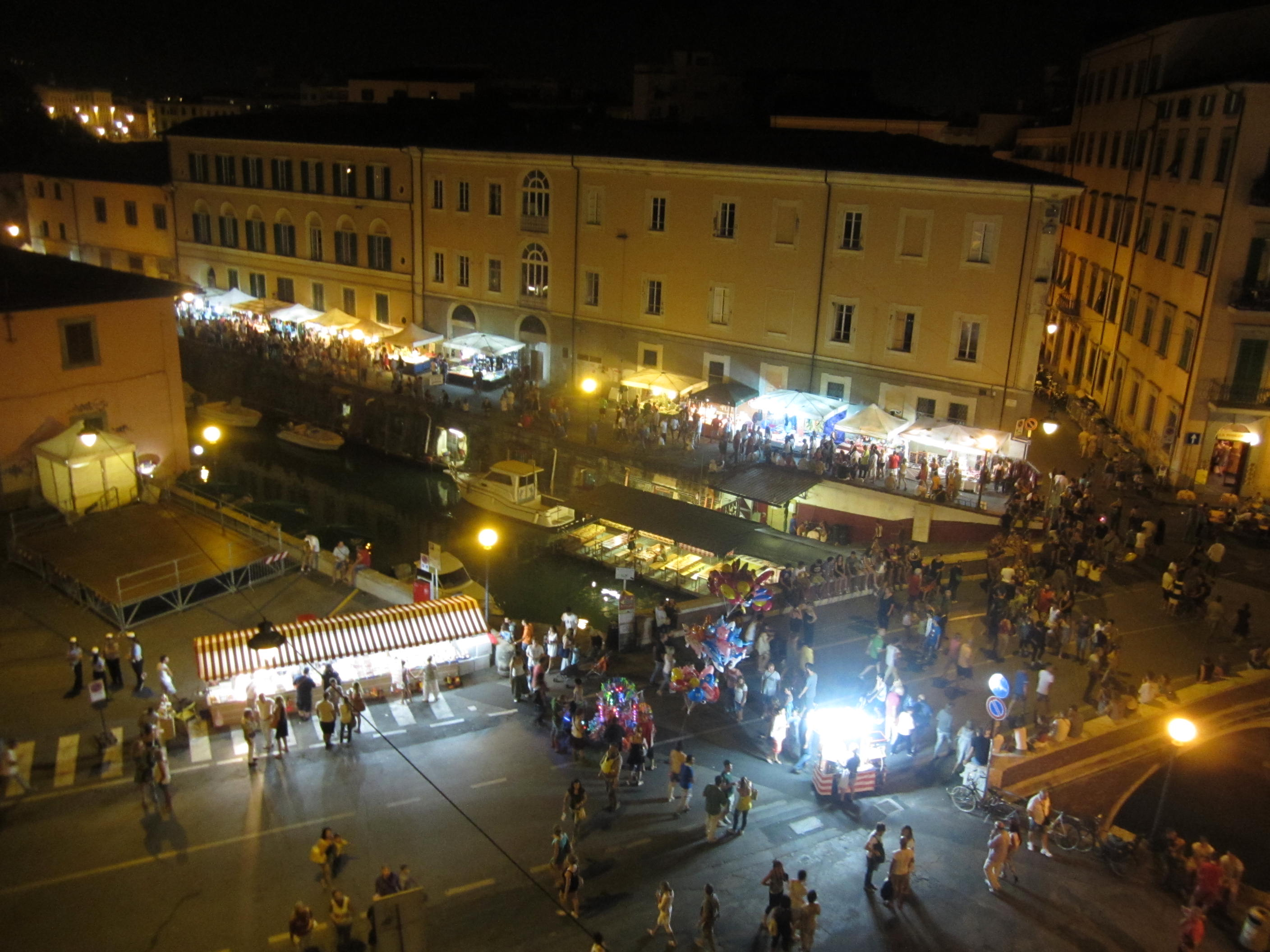
El barrio durante Effetto Venezia visto desde la iglesia de Santa Caterina.

Effetto Venezia es un evento popular que se celebra cada verano en el barrio de la Venezia Nuova. Creado en 1986 con el objetivo de contribuir a la recuperación histórica, arquitectónica y comercial del barrio, ofrece una serie de eventos, espectáculos y puntos comerciales distribuidos en las calles, en los canales y en algunos edificios históricos del barrio. Effetto Venezia tiene una duración de unos diez días y constituye el evento más importante del verano en Livorno; la edición de 2011 atrajo a unas 170 000 personas, la del 2012 a unas 200 000, mientras que la del 2013 a unas 180 000.